# Срби у Италији
Срби у Италији су грађани Италије српског порекла или људи рођени у Србији који живе и раде у Италији.

## Историја

### Српска насеља на југу Италије
По најстаријим записима, Срби из Црне Горе, Далмације и осталих српских земаља, су после Косовске битке у 14. веку, бежећи пред најездом Турака, са нешто Арбанаса, предвођени Скендербегом, нашли уточиште у покрајини Молизе, у Јужној Италији. Такође, Срби су живели и у Абруцу, Авелину, Апулији и Калабрији. У покрајини Молизе, било је девет српских насеља: Церифело (више не постоји), Палата, Тавена, Аквавива, Сан Феличе, Монтемиро, Сан Ђакомо, Рипалда и Сан Бјазе. До 19. века становници само три насеља, Аквавива, Сан Феличе и Монтемиро, су успела да савладају све изазове и препреке времена, да задрже свест да су Срби, и да сачувају српски језик и обичаје као што је "налагање божијег бадњака као завјет". У осталих шест насеља су изгубили српски језик, савладали језик своје нове домовине Италије, али без обзира на то имали су у глави своје српско порекло. Сан Ђакомо је још и у 19. веку славио дан доласка Срба у ове крајеве. А записано је да су Сан Бјазе преплавили српски колонисти, које су населили обећањима да ће педесет година бити ослобођени пореза. 1497. године је италијански песник Руђери де Пациенца ди Нардо, писао о групи српских избеглица који су напустили Српску деспотовину и населили се у селу Ђола дел Коле, близу Барија. Он је описао како они певају песме и играју коло у част краљице Напуљске краљевине, Изабеле дел Балцо.

### Срби у Трсту
Први писани подаци о Србима у Трсту потичу из прве половине 18. века. Трст је привлачио Србе као лука која је у оквиру Хабзбуршке монархије проглашена за слободну и тиме пружао велике могућности за бављење занатством, трговином и морепловством. Српски досељеници већином су се доселили из Босне, Херцеговине, Далмације и Боке Которске. Декретом царице Марије Терезије проглашене су верске слободе у граду, па су локални Срби и Грци 1751. године саградили заједничку цркву посвећену Светом Спиридону. Најутицајније српске трговачке породице тога времена су биле Куртовић, Гопчевић, Војновић, Милетић, Ризнићи, Опуићи, Вучетићи, Ковачевићи, Теодоровићи, Фрушићи, Поповићи, Квекићи. 1766. године у Трсту је живело 50 Срба, док је 1780. године било већ 200. Многе од ових породица саградили су своје палате које и дан данас красе улице Трста. Његошево дело Шћепан Мали је штампано у Трсту у штампарији Андрије Стојковића и то новим Вуковим правописом.

### Српске војске у Италији
Вицко Змајевић, надбискуп барски и Примас Србије и каснији надбискуп задарски 1736. године пише о Стефану Боровићу, капелану српских војника у Италији, који су прешли у тај крај на почетку рата у Ломбардији. Након уједињења Србије и Црне Горе 1918. у Гаети је била смештена емигрантска црногорска војска која је била лојална краљу Николи.

### Нова досељавања
Од шездесетих година 20. века, Срби у мањем броју долазе на рад у италијанске привредне центре. Када је Италија 1987. године донела Закон бр. 984, којим се утврђују Правила за пријем и третман радника из земаља ван ЕУ и контроле активне имиграције, у Југославији је дошло до процене да у Италији на "привременом раду" има око 30 хиљада Југословена. Највише их је било у пограничној зони око Словеније (8.000) и Милану (3.000). Према проценама међу њима је било 5 хиљада Срба, од којих су већина били сезонци и "радници на црно", углавном из источних и јужних делова Србије. Савет Европе је 1990. године објавио да је у Италији живело 11.933 грађана СФРЈ.

## Познате личности
- Александра Аћимовић Поповић, глумица
- Божидар Вуковић, оснивач српске штампарије у Венецији
- Вицко Вуковић, српски штампар у Венецији
- Спиридон Гопчевић, историчар, пустолов, астроном и писац
- Спиридон Гопчевић, бродовласник
- Иван де Рубертис, дописни члан Српског ученог друштва
- Иван Ђерасимовић, глумац
- Рада Ђерасимовић, глумица
- Ђорђе Злоковић, архитекта и грађевински инжењер
- Милан Злоковић, архитекта
- Сара Јовановић, певачица
- Марија Марковић, академска вајарка
- Синиша Михајловић, бивши фудбалер и тренер
- Наталија Петровић Његош, принцеза Црне Горе
- Рада Рајић Ристић, новинар, књижевник и преводилац
- Јован Ризнић, трговац
- Сикст V, римски папа
- Дејан Станковић, бивши фудбалер и тренер
- Марко Станојевић, рагбиста
- Драган Травица, одбојкаш
- Alessandro Pastrovicchio, стрип цртач